# 타란툴라사냥벌
타란툴라사냥벌(Tarantula Hawk)은 대모벌의 일종으로, 타란툴라의 천적으로 알려져 있다. 타란툴라를 발견하면 강력한 이빨마비독으로 타란툴라를 마비시킨 뒤 굴 속으로 끌고 가 몸 위에 알을 낳고, 애벌레가 태어나면 이를 영양분으로 삼는다. 타란툴라사냥벌은 인도, 서남아시아, 아프리카, 오스트레일리아, 아메리카 등 타란툴라가 서식하는 대부분의 지역에 서식한다.

## 외형
타란툴라사냥벌은 몸길이 약 5cm로, 가장 거대한 벌 중 하나이다. 검은 몸통과 밝은 색의 날개를 가지고 있는데, 이는 대체로 천적에게 이들의 존재를 각인시켜 위협적으로 느끼게 하는 용도로 사용된다. 이들의 다리에는 갈고리 발톱이 달려 있어 사냥감을 붙잡는 역할을 한다. 독침은 약 7mm로, 이 독침은 지구상에 존재하는 모든 독충의 침들 중 가장 고통스러운 독침 중 하나로 알려져 있으며, 인간조차 수분 간 마비될 정도로 극심한 통증을 안겨주지만, 독성이 강하지 않아 생명에 지장을 주지는 않는다. 